# César Yanis
César Augusto Yanis Velasco (ur. 28 stycznia 1996 w mieście Panama) – panamski piłkarz grający na pozycji skrzydłowego w chilijskim klubie CD Cobresal oraz reprezentacji Panamy.

## Kariera
Yanis rozpoczynał swoją karierę w San Francisco FC. Potem grał w dwóch innych panamskich klubach Chorrillo FC i Potros del Este. Z tego ostatniego został wypożyczony do Realu Saragossa w 2021 roku.
W reprezentacji Panamy zadebiutował 25 lutego 2020 w meczu z Nikaraguą. Został powołany na Złoty Puchar CONCACAF 2021. 17 lipca 2021 zdobył na tym turnieju pierwszą dla kadry bramkę w meczu z Hondurasem.